# Navi corazzate dell'epoca pre-industriale
La moderna nave corazzata nacque nel XIX secolo come logica conseguenza degli sviluppi tecnologici del periodo, in particolare la propulsione a vapore e lo sviluppo di proiettili esplosivi. Tuttavia, si hanno tracce di navi da guerra in legno con corazzature in metallo o di navi a costruzione mista, con strutture in metallo, fasciame in legno e corazzatura in metallo, già in epoca ellenistica.
In Europa, in epoca pre-industriale, furono realizzate navi con strutture in ferro impiegate come rostri, ma esistono anche documentazioni su navi dotate di corazzatura metallica, talvolta equipaggiate con artiglieria navale. In Estremo Oriente ci sono testimonianze di navi da guerra con corazzatura metallica e dotate di artiglieria navale a partire dal XVI secolo.
Va comunque sottolineato che, sia per i casi europei sia per quelli orientali, sia l'effettiva entità sia il reale scopo di tale corazzature è ancora dibattuto.

## In Europa

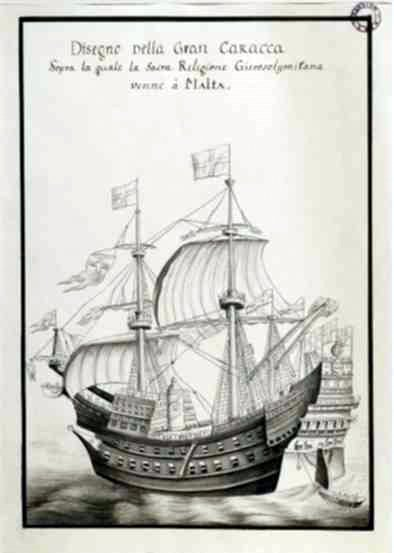
La Santa Anna, con lo scafo rivestito in piombo, che operò con successo contro le navi turche

La corazzatura va distinta dalla pratica di rivestire in metallo gli scafi in legno per preservarli dai tarli marini. Per tale scopo, le navi mercantili greche adottavano rivestimenti in piombo già nel V secolo a.C.
Esempi simili di epoca romana sono le navi rinvenute nel lago di Nemi, che avevano un sottile rivestimento in piombo.
La pratica fu riesumata da spagnoli e portoghesi durante l'epoca delle grandi esplorazioni, mentre negli anni 1760 la Royal Navy rivestì in rame l'opera viva delle sue navi da guerra.
Un primo esempio di nave il cui rivestimento aveva l'uso di corazzature è l'enorme Siracusia, progettata da Archimede per conto di Gerone II, tiranno di Siracusa, intorno al 240 a.C. che era caratterizzata da piattaforme in bronzo sugli alberi e da una palizzata in ferro anti-abbordaggio.
La sua carena era rivestita con lastre di piombo fissate con chiodi di bronzo.
Le navi catafratte romane, cioè le navi dotate di ponte di coperta su cui potevano trovare posto congegni di lancio o di abbordaggio, avevano i fianchi protetti da uno strato di catrame e piombo. Anche se questo non offriva molta protezione in caso di speronamento, esso proteggeva la nave dall'usura sul lungo periodo.
Un piccolo numero di navi vichinghe, all'inizio dell'XI secolo, furono rinforzate con ferro nella zona della linea di galleggiamento. Tra queste la nave di Eiríkr Hákonarson.

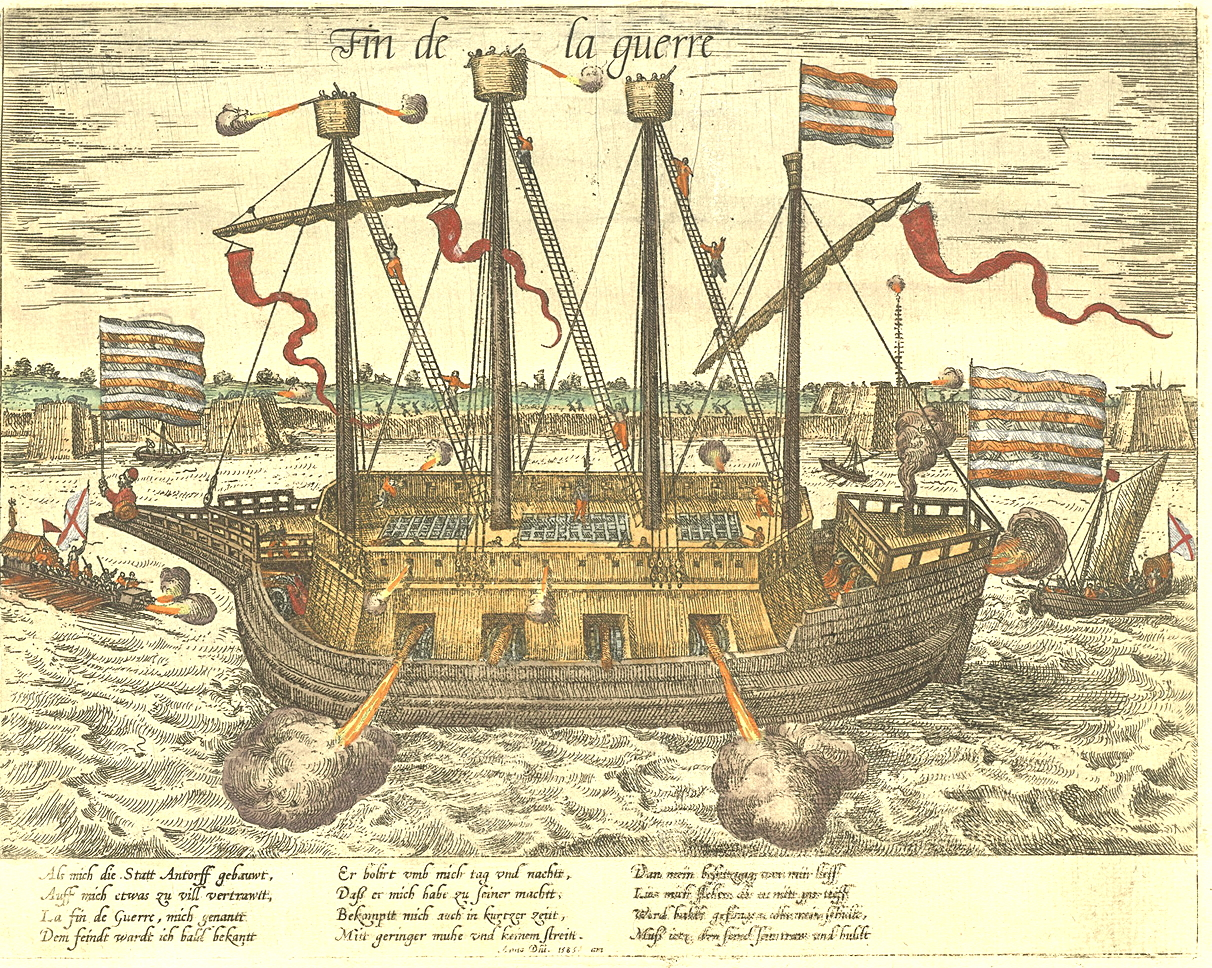
La Finis Bellis, impiegata dai ribelli olandesi durante l'assedio di Anversa

Le navi di Pietro IV di Aragona adottavano protezioni in cuoio per contrastare i razzi, impiegati come armi da guerra già dall'XI secolo. L'uso di protezioni in cuoio era già in uso in epoca romana.
Una nave con placcatura in ferro sulle costole fu commissionata nel 1505 da Juan Lope de Lazcano, ammiraglio basco della flotta spagnola.
La Santa Anna, una caracca con lo scafo rivestito in piombo impiegata dai Cavalieri Ospitalieri, è considerato da alcuni autori come una prima forma di nave corazzata.
Dal 1522 al 1540 la Santa Anna operò con successo nel Mar Mediterraneo contro le navi dell'Impero ottomano.
Il Galeone di Venezia, la nave ammiraglia della flotta veneziana che inflisse gravi danni ai turchi nella battaglia di Prevesa (1538), era rivestita con piastre in metallo.
Durante l'assedio di Anversa nel 1585, parte della guerra degli ottant'anni, i ribelli olandesi ricoprirono parzialmente con lastre di ferro il loro man-of-war Finis Bellis.
Nel 1782, durante il grande assedio di Gibilterra, furono impiegate batterie galleggianti dotate di una pesante corazzatura, spessa 1,8" (circa 4,5 cm), posizionata su un supporto di assi di legno, sbarre di ferro e cuoio, ma incontrarono poco successo.

## Estremo Oriente

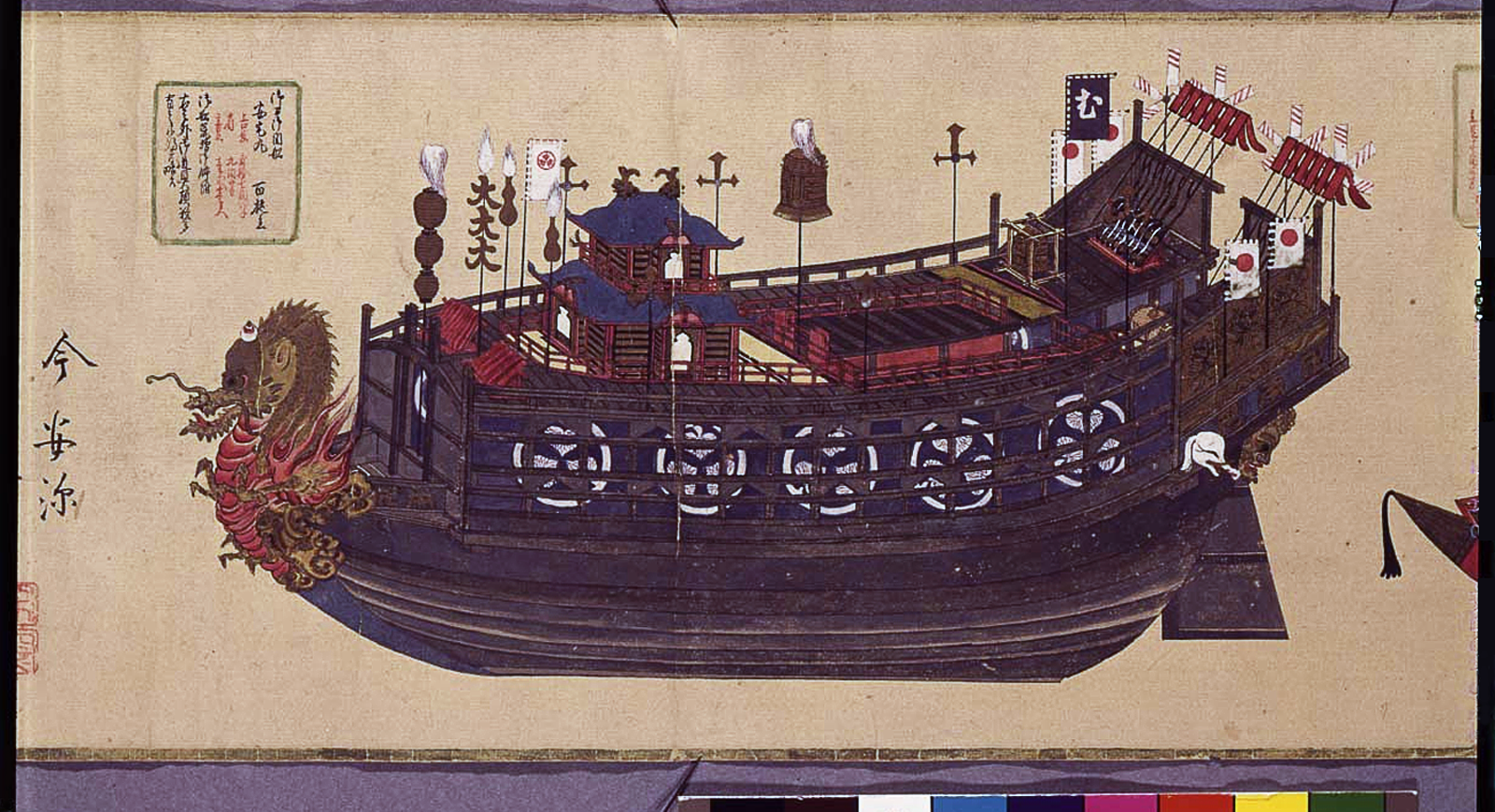
Una Atakebune giapponese, XVI secolo

Come in Europa, anche in Oriente si iniziarono a rivestire le carene della navi con sottili fogli di metallo per ridurne il deterioramento. Nella battaglia delle Scogliere Rosse, combattuta nel 208, le navi da guerra erano ricoperte di pelli bagnate come difesa contro le armi incendiarie.
Nel 1130, nella battaglia di Huangtiandang, i marinai della flotta Jīn costruirono protezioni, dotate di aperture per i remi, in materiale sconosciuto e probabilmente come risposta a un'operazione analoga effettuata dalla flotta avversaria.
Sotto la dinastia Song, su proposta del generale Qin Shifu, furono costruiti due prototipi di navi mosse da ruote a pale. Tali navi sarebbero state dotate di una corazzatura in placche di ferro su entrambi i lati.
Nel 1578, il daimyō Oda Nobunaga ordinò la costruzione di sei Atakebune, secondo una fonte chiamate anche Tekkōsen, letteralmente "navi di ferro".
Questo supporterebbe l'ipotesi che le loro sovrastrutture erano rinforzate con piastre di ferro, per contrastare colpi di artiglieria e frecce infuocate.
Queste navi, un primitivo tipo di batteria galleggiante, armate con un paio cannoni e molti archibugi di grosso calibro, furono descritte dal missionario gesuita italiano Gnecchi-Soldo Organtino come protette da piastre di ferro spesse 2–3 cm.

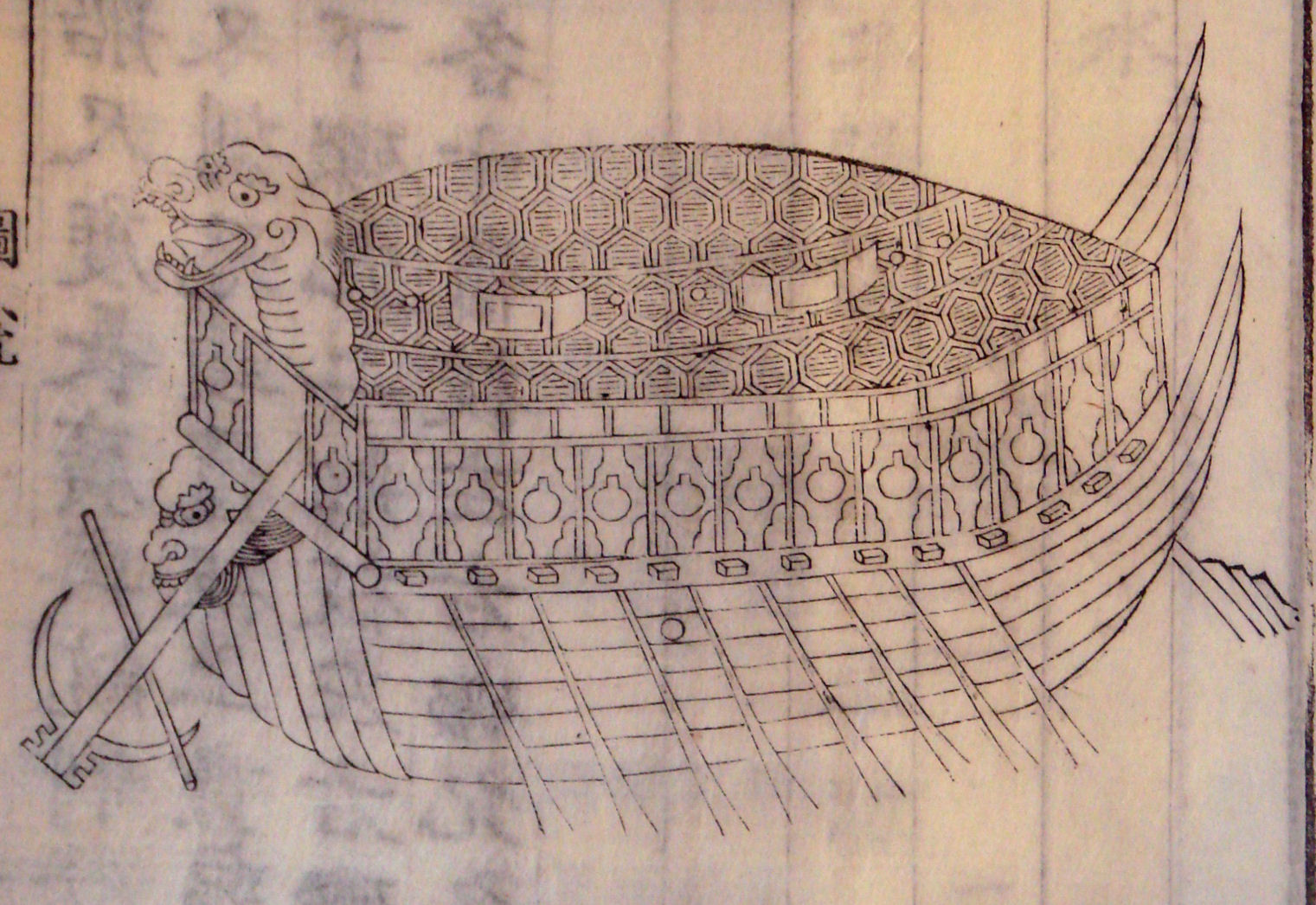
Illustrazione di una Kobukson coreana del XVI secolo. Datata 1795 e basata su un modellino del tardo XVIII secolo
, è la più antica illustrazione esistente di una "nave tartaruga"

Tali navi furono descritte anche da un altro missionario gesuita, il portoghese Luís Fróis, che però non menzionò tali protezioni in ferro.
Fu proprio grazie alle Atakebune che Nobunaga sconfisse la flotta del rivale Mōri Terumoto alla foce del fiume Kizu, vicino a Osaka, nel 1578. Un possibile impiego di corazzature in lastre di ferro si verifica durante le invasioni giapponesi della Corea del 1592-1598, quando una fonte giapponese cita le Kobukson, o "navi tartaruga", descrivendole come "ricoperte di ferro".
Secondo lo storico britannico Stephen Turnbull, i giapponesi reagirono ordinando lastre di ferro da applicare alle navi in costruzione, in modo da poter neutralizzare le Kobukson.
Secondo lo storico Samuel Hawley, però, la frase giapponese che cita le Kobukson potrebbe non significare necessariamente che esse fossero effettivamente ricoperte da una corazzatura di ferro, ma più semplicemente che presentassero delle punte in ferro sul tetto per contrastare un eventuale abbordaggio nemico.
Effettivamente, le fonti coreane dell'epoca non supportano l'affermazione che le Kobukson fossero corazzate.

L'ammiraglio Yi Sun Sin, il presunto inventore delle Kobukson, in riferimento a queste ultime nelle sue memorie riporta solo la presenza di punte di ferro sul tetto, per ferire i nemici che tentino di salire a bordo, ma non menziona alcuna copertura in ferro.
Allo stesso modo Yi Pun, suo nipote e cronista di guerra, nelle sue memorie parla solo di "punte di ferro" sul ponte.
Gli annali del re Seonjo, una raccolta completa di documenti ufficiali del periodo, non fanno menzione alcuna di navi corazzate in ferro.
Infine, il primo ministro coreano Yu Seong-ryong descrisse le Kobukson come ricoperte da tavole di legno.

### Annotazioni
1. ↑  Un tipo di nave chiamata Kobukson appare già negli annali coreani del 1413, dove si parla del combattimento tra una di esse e una nave giapponese. Tuttavia, tale tipologia di nave sembra essere successivamente precipitata nel dimenticatoio, finché non fu riscoperta e affinata da Yi Sun Sin. Hawley, 2005.

### Fonti
1. ↑  Blackman 1972, pp. 117-119.
2. 1 2  Casson 1995, pp. 210, 214-216, 460.
3. ↑  Rittmeyer 1907
4. ↑  Lavery 1999, pp. 62-65.
5. ↑  Turfa&Steinmayer 1999, pp. 105-125.
6. ↑  Workman-Davies 2006, p. 85.
7. ↑  (EN) Norseman news - Leif Ericson Viking Ship Norseman, su vikingship.org. URL consultato il 30 dicembre 2013.
8. 1 2 3 4  Meyers Konversations-Lexikon, p. 661.
9. ↑  Dolley 1948, pp. 47-53.
10. ↑  Kurlansky 1999, p. 56.
11. ↑  Brennecke 1986, p. 138.
12. ↑  Sire 1996, p. 88.
13. ↑  Bradford 1968, p. 177.
14. ↑  Rudlov 1910
15. ↑  Turnbull 2002, p. 22.
16. ↑  Turnbull 2002
17. ↑  Needham 1986, p. 688.
18. 1 2 3  Turnbull 1996, p. 102.
19. ↑  Boxer 1993, p. 122.
20. ↑  Hawley, p. 198.
21. ↑  Kim 1989, pp. 4-17.
22. ↑  Turnbull 2003, p. 18.
23. ↑  Turnbull 2003, p. 20.
24. ↑  Hawley, p. 602.
25. 1 2 3 4 5  Hawley, p. 195.
26. ↑  Roh 2004, p. 13.